# 1979年大英國協政府首腦會議
1979年大英國協政府首腦會議（英語：1979 Commonwealth Heads of Government Meeting）是第五次大英國協政府首腦會議。39個國家出席了會議。會議於1979年8月1日至7日在尚比亞路沙卡舉行，由該國總統肯尼思·卡翁達主持。
會議討論的問題包括羅得西亞局勢、印度支那武裝衝突、日益嚴重的全球難民問題、塞浦勒斯和南部非洲局勢等。會議期間，什里達斯·蘭帕爾爵士被再次任命為大英國協秘書長。會議結束時發表了《大英國協關於種族主義和種族偏見的盧薩卡宣言》，其中包括譴責種族隔離的特別聲明。 